# 高橋昌郎
高橋 昌郎（たかはし まさお、1921年3月13日 - 2016年11月4日）は、日本の歴史学者。日本近代史専攻。元清泉女子大学教授。

## 経歴
1921年、群馬県高崎市で生まれた。東京帝国大学文学部に進学し、国史学科で学んだ。1946年9月に卒業。
卒業後は、教諭として東京都立北園高等学校に勤務。1974年から1991年まで清泉女子大学の教授を務めた。日本プロテスタント史研究会の世話人を務め、また3年間牧師を務めた。2016年に死去。

## 著作
著書
- 『島田三郎』基督教史学会 1954
- 『人物叢書 中村敬宇』吉川弘文館 1966[3]
  - オンデマンド版 2024[4]
- 『近代国家への道』(日本歴史全集 15) 講談社 1969
- 『文明開化』評論社 1972
- 『福沢諭吉』清水書院 1978
- 『西村茂樹』吉川弘文館(人物叢書) 1987[5]
  - オンデマンド版　2020[6]
- 『明治のキリスト教』吉川弘文館 2003[7]
  - オンデマンド版　2020[8]

共編著
- 『日本プロテスタント史の諸相』編者、聖学院大学出版会 1995　ISBN　9784915832123